# 京都放送久御山ラジオ送信所

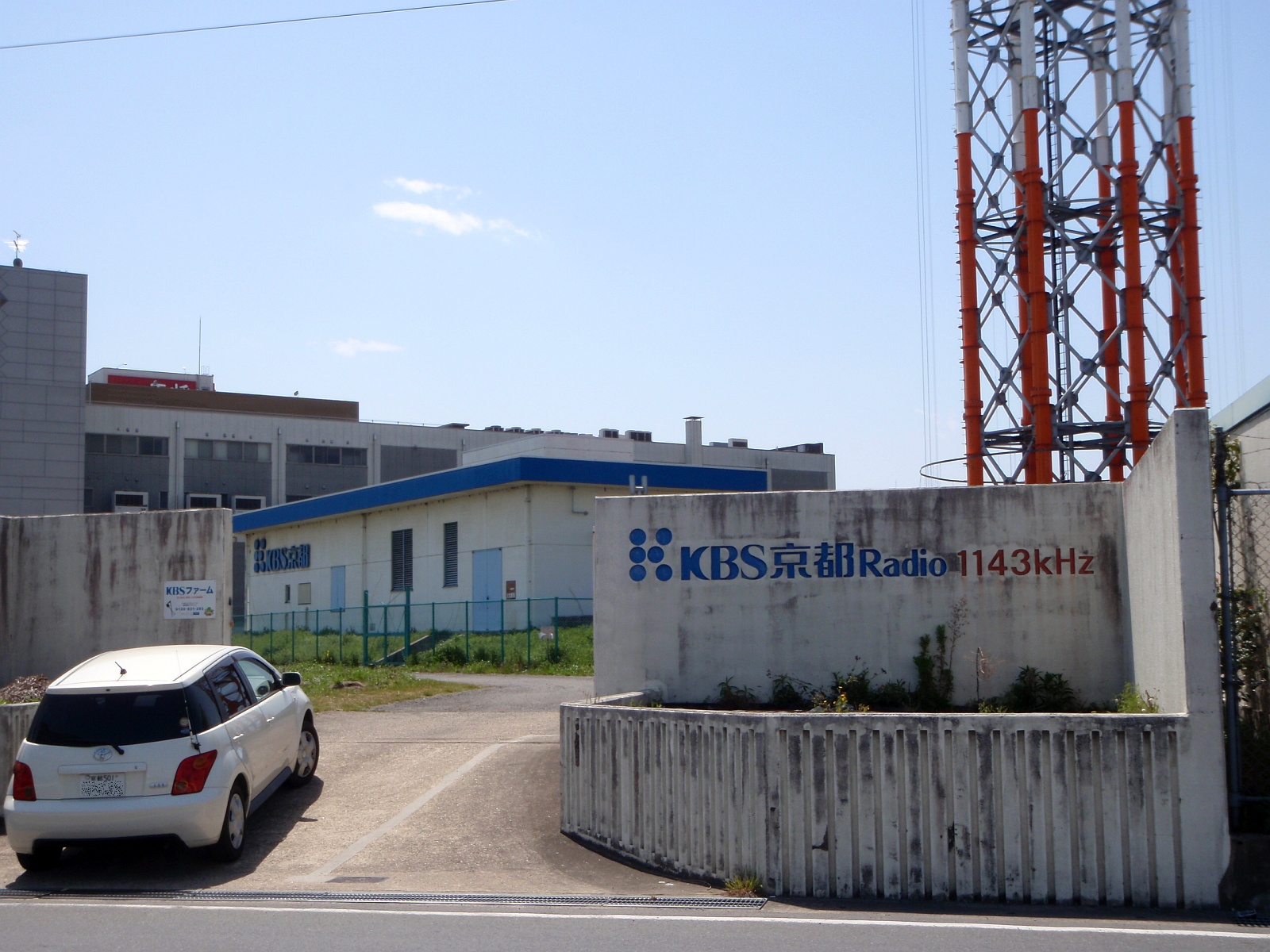
正門

京都放送久御山ラジオ送信所（きょうとほうそうくみやまラジオそうしんじょ）は、京都府久世郡久御山町にある京都放送（KBS京都）のAMラジオ送信所である。通称「KBS京都ラジオ京都送信所」で、「くみやま夢タワー137（くみやまゆめたわーいちさんなな）」の愛称もある。
KBS京都ラジオのFM補完中継局については比叡山を参照。

## 概要
国道1号にほど近い位置にあり、同放送局の親局として府南部の広範囲に向けて電波を発射しているほか、実質的に滋賀県南部、大阪府北部もカバーエリアとしている。
高さは137mで、京都タワーより6m高く、京都では一番高い。
日本のAMラジオ送信所としては数少ない「単独自立型タワー」である。
敷地は体験農園「KBSファーム」としても利用されていた。

## 要目
| 周波数  | 放送局       | コールサイン | 出力 | 放送対象 地域 | 放送区域 内世帯数 |
| ------- | ------------ | ------------ | ---- | ------------- | ----------------- |
| 1143kHz | KBS 京都放送 | JOBR         | 20kW | 京都府        | 不明              |

## くみやま夢タワー137
- 2019年11月3日、点灯式が開催
- 2020年3月14日、ロゴマークが決定（全国からの応募より選考委員会の審査を得て決定した。）
- 2020年4月24日 - 5月31日まで（当初は5月6日まで）、予定していた内容を変更して、新型コロナウイルスの為「医療従事者の皆さまに感謝」と言う事で青色を点灯。
- 2020年4月9日 - 12日、本来は黄色なはずなのに原因不明の色設定ミスで先週と同じ色青が点灯。
- 2021年7月20日 - 8月8日まで、予定していた内容を変更して、「TOKYO 2020（東京五輪）」と言う事で五輪カラーを点灯。
- 2022年3月25日 - 4月7日まで、予定していた内容を変更して、ロシアのウクライナへの軍事侵攻による犠牲者の追悼と平和への願いを込めて、ウクライナの国旗の色である青と黄色に点灯。
- 2023年1月18日 - 3月29日まで、政府からの節電要請をうけ点灯時間を午後10時までに短縮。
- 2024年3月8日 - 3月10日まで、国際女性デーのシンボルフラワーである「ミモザの花」にちなみ黄色を点灯。
- 4月10日 - 4月17日までは、「大阪・関西万博イメージカラー」にちなみ赤と青色を上下2段で10分間隔で上下の色を交互に点灯。

点灯時間：日没後 - 24時00分
今日の色：※毎時00分 - 10分（1週間毎にプログラミングされたカラーを点灯）
今月の基本色：毎時10分 - 00分（季節をイメージした年4パターンを点灯）
|          |        | 色       | 色   | 色 | 色       | 色 |
| -------- | ------ | -------- | ---- | -- | -------- | -- |
| 基本色   | 基本色 | 白       | 白   | 白 | 白       | 白 |
| 季節の色 | 冬     | 青       | 白   | 緑 | 赤       | 黄 |
| 季節の色 | 春     | ピンク   | 紫   | 水 | 白       | 赤 |
| 季節の色 | 夏     | 白       | 黄緑 | 水 | オレンジ | 緑 |
| 季節の色 | 秋     | オレンジ | 赤   | 黄 | 黄緑     | 緑 |

「くみやま夢タワー137ライトアップ事業」は、国の地方創生推進交付金と企業等からの寄附により実施されている。
LEDライトは京都タワーと同じくパナソニックの物を使用。
| 実施曜日        | 実施期間                                         |
| --------------- | ------------------------------------------------ |
| 日曜日 - 土曜日 | 2023年1月1日 - 2023年11月3日                     |
| 月曜日 - 日曜日 | 2019年11月4日 - 12月22日 2024年1月1日 - 2月25日  |
| 月曜日 - 月曜日 | 2024年2月26日 - 3月4日                           |
| 月曜日 - 火曜日 | 2019年12月23日 - 12月31日                        |
| 火曜日 - 月曜日 | 2024年3月5日 -                                   |
| 水曜日 - 火曜日 | 2020年1月1日 - 2月25日 2020年11月4日 - 12月22日  |
| 水曜日 - 水曜日 | 2020年2月26日 - 3月4日                           |
| 水曜日 - 木曜日 | 2020年12月23日 - 12月31日                        |
| 木曜日 - 火曜日 | 2020年10月29日 - 11月3日                         |
| 木曜日 - 水曜日 | 2020年3月5日 - 10月28日 2021年11月4日 - 12月22日 |
| 木曜日 - 金曜日 | 2021年12月23日 - 12月31日                        |
| 金曜日 - 水曜日 | 2021年10月29日 - 11月3日                         |
| 金曜日 - 木曜日 | 2021年1月1日 - 10月28日 2022年11月4日 - 12月22日 |
| 金曜日 - 土曜日 | 2022年12月23日 - 12月31日                        |
| 土曜日 - 金曜日 | 2022年1月1日 -11月3日 2023年11月4日 - 12月22日   |
| 土曜日 - 日曜日 | 2023年12月23日 - 12月31日                        |

### 2019年
|   | 月日                            | 今日の色   | 内容                                                                                            | 基本色 | 季節の色                                              | 備考                                  |
| - | ------------------------------- | ---------- | ----------------------------------------------------------------------------------------------- | ------ | ----------------------------------------------------- | ------------------------------------- |
| 0 | 11月3日（日）                   |            | 点灯式（11/3）                                                                                  |        |                                                       | 15時から点灯セレモニー 17時05分に点灯 |
| 1 | 11月4日（月） - 11月10日（日）  | 赤         | 秋期全国火災予防運動（11/9～15）                                                                | 白     | 秋をイメージした色 （オレンジ → 赤 → 黄 → 黄緑 → 緑） |                                       |
| 2 | 11月11日（月） - 11月17日（日） | 紫         | パープルリボン運動（女性への暴力根絶）（11/12～11/25）                                          | 白     | 秋をイメージした色 （オレンジ → 赤 → 黄 → 黄緑 → 緑） |                                       |
| 3 | 11月18日（月） - 11月24日（日） | ピンク・白 | いい夫婦の日（11/22）                                                                           | 白     | 秋をイメージした色 （オレンジ → 赤 → 黄 → 黄緑 → 緑） |                                       |
| 4 | 11月25日（月） - 12月1日（日）  | 赤         | レッドリボン運動（エイズで命を無くした人を追悼し、 エイズ患者を支援する世界エイズデー（12/1）） | 白     | 秋をイメージした色 （オレンジ → 赤 → 黄 → 黄緑 → 緑） |                                       |
| 4 | 11月25日（月） - 12月1日（日）  | 赤         | レッドリボン運動（エイズで命を無くした人を追悼し、 エイズ患者を支援する世界エイズデー（12/1）） | 白     | 冬をイメージした色 （青 → 白 → 緑 → 赤 → 黄）         |                                       |
| 5 | 12月2日（月） - 12月8日（日）   | 黄         | いのちの電話フリーダイヤル週間 （自殺予防のための活動）（12/1～7） 障害者週間（12/3～9）        | 白     |                                                       |                                       |
| 6 | 12月9日（月） - 12月15日（日）  | 白         | 世界人権デー（12/10）                                                                           | 白     |                                                       |                                       |
| 7 | 12月16日（月） - 12月22日（日） | 水         | バスケットボールの日（12/21）                                                                   | 白     | 京都ハンナリーズチームカラー                          |                                       |
| 8 | 12月23日（月） - 12月31日（火） | 赤・緑     | クリスマス（12/25）                                                                             | 白     |                                                       |                                       |

### 2020年
|      | 月日                                                               | 今日の色     | 内容                                                                                        | 基本色 | 季節の色 | 備考                                                  |
| ---- | ------------------------------------------------------------------ | ------------ | ------------------------------------------------------------------------------------------- | ------ | --- | ----------------------------------------------------- |
| 9    | 1月1日（水） - 1月7日（火）                                        | 赤・白       | 正月（1/1）                                                                                 | 白     | 冬をイメージした色 （青 → 白 → 緑 → 赤 → 黄） |                                                       |
| 10   | 1月8日（水） - 1月14日（火）                                       | 赤           | 110番の日（1/10）                                                                           | 白     | 冬をイメージした色 （青 → 白 → 緑 → 赤 → 黄） |                                                       |
| 11   | 1月15日（水） - 1月21日（火）                                      | オレンジ     | 防災とボランティア週間（1/15～1/21）                                                        | 白     | 冬をイメージした色 （青 → 白 → 緑 → 赤 → 黄） |                                                       |
| 12   | 1月22日（水） - 1月28日（火）                                      | 白           | 全国学校給食週間（1/24～1/30）                                                              | 白     | 冬をイメージした色 （青 → 白 → 緑 → 赤 → 黄） |                                                       |
| 13   | 1月29日（水） - 2月4日（火）                                       | 赤・黄       | 節分（2/3）                                                                                 | 白     | 冬をイメージした色 （青 → 白 → 緑 → 赤 → 黄） |                                                       |
| 14   | 2月5日（水） - 2月11日（火）                                       | 緑           | 抹茶の日（2/6）                                                                             | 白     | 冬をイメージした色 （青 → 白 → 緑 → 赤 → 黄） |                                                       |
| 15   | 2月12日（水） - 2月18日（火）                                      | ピンク       | バレンタインデー（2/14）                                                                    | 白     | 冬をイメージした色 （青 → 白 → 緑 → 赤 → 黄） |                                                       |
| 16   | 2月19日（水） - 2月25日（火）                                      | 黄           | アレルギー週間（2/17～2/23）                                                                | 白     | 冬をイメージした色 （青 → 白 → 緑 → 赤 → 黄） |                                                       |
| 17   | 2月26日（水） - 3月4日（水）                                       | 水           | 子ども予防接種週間（3/1～3/7）                                                              | 白     | 冬をイメージした色 （青 → 白 → 緑 → 赤 → 黄） |                                                       |
| 17   | 2月26日（水） - 3月4日（水）                                       | 水           | 子ども予防接種週間（3/1～3/7）                                                              | 白     | 春をイメージした色 （ピンク → 紫 → 水 → 白 → 赤）                                                                                                |                                                       |
| 18   | 3月5日（木） - 3月11日（水）                                       | 赤           | 消防記念日（3/7）                                                                           | 白     | |                                                       |
| 19   | 3月12日（木） - 3月18日（水）                                      | 白           | ホワイトデー（3/14）                                                                        | 白     | |                                                       |
| 20   | 3月19日（木） - 3月25日（水）                                      | ピンク・紫   | 放送記念日（3/22）                                                                          | 白     | |                                                       |
| 21   | 3月26日（木） - 4月1日（水）                                       | 青           | ブルーリボンキャンペーン（3月啓発）                                                         | 白     | |                                                       |
| 22   | 4月2日（木） - 4月8日（水）                                        | 青           | 世界自閉症啓発デー（4/2）                                                                   | 白     | |                                                       |
| 23   | 4月9日（木） - 4月15日（水）                                       | 黄           | 春の全国交通安全運動（4/6～4/15）                                                           | 白     | |                                                       |
| 24   | 4月16日（木） - 4月22日（水）                                      | 水           | 科学技術週間（4/13～4/19）                                                                  | 白     | |                                                       |
| 25   | 4月23日（木）- 4月29日（水）＜中止＞                               | 白           | 子ども読書週間（4/23～5/12）                                                                | 白     | 4月24日 - 5月31日は、新型コロナウイルスの為「医療従事者の皆さまに感謝」と言う事で予定を変更して青色を点灯。 当初は5月6日までだったが延長された。 |                                                       |
| 特別 | 4月24日（金） - 5月6日（水）＜延長＞ 4月24日（金） - 5月31日（日） | 青           | 新型コロナウイルスの為「医療従事者の皆さまに感謝」 （4/24～5/6→5/31）                       | 白     | 4月24日 - 5月31日は、新型コロナウイルスの為「医療従事者の皆さまに感謝」と言う事で予定を変更して青色を点灯。 当初は5月6日までだったが延長された。 |                                                       |
| 26   | 4月30日（木）- 5月6日（水）＜中止＞                                | 黄・緑       | ゴールデンウィーク（4/29～5/5）                                                             | 白     | 4月24日 - 5月31日は、新型コロナウイルスの為「医療従事者の皆さまに感謝」と言う事で予定を変更して青色を点灯。 当初は5月6日までだったが延長された。 |                                                       |
| 27   | 5月7日（木） - 5月13日（水）＜中止＞                               | オレンジ・赤 | 世界赤十字デー（5/8）                                                                       | 白     | 4月24日 - 5月31日は、新型コロナウイルスの為「医療従事者の皆さまに感謝」と言う事で予定を変更して青色を点灯。 当初は5月6日までだったが延長された。 |                                                       |
| 28   | 5月14日（木） - 5月20日（水）＜中止＞                              | 緑・黄緑     | 愛鳥週間（5/10～5/16）                                                                      | 白     | 4月24日 - 5月31日は、新型コロナウイルスの為「医療従事者の皆さまに感謝」と言う事で予定を変更して青色を点灯。 当初は5月6日までだったが延長された。 |                                                       |
| 29   | 5月21日（木） - 5月27日（水）＜中止＞                              | 黄           | 難病の日（5/23）                                                                            | 白     | 4月24日 - 5月31日は、新型コロナウイルスの為「医療従事者の皆さまに感謝」と言う事で予定を変更して青色を点灯。 当初は5月6日までだったが延長された。 |                                                       |
| 30   | 5月28日（木） - 6月3日（水）＜中止＞ 6月1日（月） - 6月3日（水）   | 水・青       | 水道週間（6/1～6/7）                                                                        | 白     | 4月24日 - 5月31日は、新型コロナウイルスの為「医療従事者の皆さまに感謝」と言う事で予定を変更して青色を点灯。 当初は5月6日までだったが延長された。 |                                                       |
| 30   | 5月28日（木） - 6月3日（水）＜中止＞ 6月1日（月） - 6月3日（水）   | 水・青       | 水道週間（6/1～6/7）                                                                        | 白     | 4月24日 - 5月31日は、新型コロナウイルスの為「医療従事者の皆さまに感謝」と言う事で予定を変更して青色を点灯。 当初は5月6日までだったが延長された。 | 夏をイメージした色 （白 → 黄緑 → 水 → オレンジ → 緑） |
| 31   | 6月4日（木） - 6月10日（水）                                       | 白           | 歯と口の健康週間（6/4～6/10）                                                               | 白     | |                                                       |
| 32   | 6月11日（木） - 6月17日（水）                                      | 赤           | 世界献血デー（6/14）                                                                        | 白     | |                                                       |
| 33   | 6月18日（木） - 6月24日（水）                                      | 白           | 沖縄慰霊の日（6/23）                                                                        | 白     | |                                                       |
| 34   | 6月25日（木） - 7月1日（水）                                       | 水           | KBS京都設立記念日（6/26）                                                                   | 白     | KBS京都69周年 |                                                       |
| 35   | 7月2日（木） - 7月8日（水）                                        | 黄           | 全国安全週間（7/1～7/7）                                                                    | 白     | |                                                       |
| 36   | 7月9日（木） - 7月15日（水）                                       | ピンク       | 人間ドックの日（7/12）                                                                      | 白     | |                                                       |
| 37   | 7月16日（木） - 7月22日（水）                                      | 青・白       | 勤労少年の日（7/20）                                                                        | 白     | |                                                       |
| 38   | 7月23日（木） - 7月29日（水）                                      | 茶           | ふみの日（7/23）                                                                            | 白     | |                                                       |
| 39   | 7月30日（木） - 8月5日（水）                                       | 黄・青       | 星空に親しむ週間（8/1～8/7）                                                                | 白     | |                                                       |
| 40   | 8月6日（木） - 8月12日（水）                                       | 緑           | 山の日（8/11）                                                                              | 白     | |                                                       |
| 41   | 8月13日（木） - 8月19日（水）                                      | 白           | 戦没者を追悼し平和を祈念する日（8/15）                                                      | 白     | |                                                       |
| 42   | 8月20日（木） - 8月26日（水）                                      | 赤・黄       | 道路防災週間（8/25～8/31）                                                                  | 白     | |                                                       |
| 43   | 8月27日（木） - 9月2日（水）                                       | 緑           | 野菜の日（8/31）                                                                            | 白     | |                                                       |
| 43   | 8月27日（木） - 9月2日（水）                                       | 緑           | 野菜の日（8/31）                                                                            | 白     | 秋をイメージした色 （オレンジ → 赤 → 緑 → 黄緑 → 緑）                                                                                            |                                                       |
| 44   | 9月3日（木） - 9月9日（水）                                        | 赤           | 救急の日（9/9）                                                                             | 白     | |                                                       |
| 45   | 9月10日（木） - 9月16日（水）                                      | 白           | 老人週間（9/15～9/21）                                                                      | 白     | |                                                       |
| 46   | 9月17日（木） - 9月23日（水）                                      | オレンジ     | 世界アルツハイマーデー、敬老の日（9/21） 秋分の日（9/22）                                   | 白     | |                                                       |
| 47   | 9月24日（木） - 9月30日（水）                                      | 緑           | 動物愛護週間（9/20～9/26）                                                                  | 白     | |                                                       |
| 48   | 10月1日（木） - 10月7日（水）                                      | レインボー   | 町制施行日（10/1）                                                                          | 白     | 町制施行66周年 |                                                       |
| 49   | 10月8日（木） - 10月14日（水）                                     | 緑           | グリーンリボン運動（毎年10月）                                                              | 白     | |                                                       |
| 50   | 10月15日（木） - 10月21日（水）                                    | ピンク       | ピンクリボン運動（10月第3金曜日）                                                           | 白     | |                                                       |
| 51   | 10月22日（木） - 10月28日（水）                                    | 白           | 読書週間（10/27～11/9）                                                                     | 白     | |                                                       |
| 52   | 10月29日（木） - 11月3日（火）                                     | オレンジ     | オレンジリボン運動                                                                          | 白     | |                                                       |
| 53   | 11月4日（木） - 11月10日（火）                                     | 赤           | 秋期全国火災予防運動（11/9～11/15）                                                         | 白     | |                                                       |
| 54   | 11月11日（木） - 11月17日（火）                                    | 紫           | パープルリボンデー（11/12～11/25）                                                          | 白     | |                                                       |
| 55   | 11月18日（水） - 11月24日（火）                                    | ピンク・白   | いい夫婦の日（11/22）                                                                       | 白     | |                                                       |
| 56   | 11月25日（水） - 12月1日（火）                                     | 赤           | レッドリボン運動（12/1 世界エイズデー）                                                     | 白     | |                                                       |
| 56   | 11月25日（水） - 12月1日（火）                                     | 赤           | レッドリボン運動（12/1 世界エイズデー）                                                     | 白     | 冬をイメージした色 （青 → 白 → 緑 → 赤 → 黄） |                                                       |
| 57   | 12月2日（水） - 12月8日（火）                                      | 黄           | いのちの電話フリーダイヤル週間 （自殺予防のための活動）（12/1～12/7） 障害者週間（12/3～9） | 白     | |                                                       |
| 58   | 12月9日（水） - 12月15日（火）                                     | 白           | 世界人権デー（12/10）                                                                       | 白     | |                                                       |
| 59   | 12月16日（水） - 12月22日（火）                                    | 水           | バスケットボールの日（12/21）                                                               | 白     | 京都ハンナリーズチームカラー |                                                       |
| 60   | 12月23日（水） - 12月31日（木）                                    | 赤・緑       | クリスマス（12/25）                                                                         | 白     | |                                                       |

### 2021年
|      | 月日                                                                | 今日の色     | 内容                                                                                        | 基本色 | 季節の色                                                                                           | 備考 |
| ---- | ------------------------------------------------------------------- | ------------ | ------------------------------------------------------------------------------------------- | ------ | -------------------------------------------------------------------------------------------------- | ---- |
| 061  | 1月1日（金） - 1月7日（木）                                         | 赤・白       | 正月（1/1）                                                                                 | 白     | 冬をイメージした色 （青 → 白 → 緑 → 赤 → 黄）                                                      |      |
| 062  | 1月8日（金） - 1月14日（木）                                        | 赤           | 110番の日（1/10）                                                                           | 白     | 冬をイメージした色 （青 → 白 → 緑 → 赤 → 黄）                                                      |      |
| 063  | 1月15日（金） - 1月21日（木）                                       | オレンジ     | 防災とボランティア週間（1/15～1/21）                                                        | 白     | 冬をイメージした色 （青 → 白 → 緑 → 赤 → 黄）                                                      |      |
| 064  | 1月22日（金） - 1月28日（木）                                       | 白           | 全国学校給食週間（1/24～1/30）                                                              | 白     | 冬をイメージした色 （青 → 白 → 緑 → 赤 → 黄）                                                      |      |
| 065  | 1月29日（金） - 2月4日（木）                                        | 赤・黄       | 節分（2/2）                                                                                 | 白     | 冬をイメージした色 （青 → 白 → 緑 → 赤 → 黄）                                                      |      |
| 066  | 2月5日（金） - 2月11日（木）                                        | 緑           | 抹茶の日（2/6）                                                                             | 白     | 冬をイメージした色 （青 → 白 → 緑 → 赤 → 黄）                                                      |      |
| 067  | 2月12日（金） - 2月18日（木）                                       | ピンク       | バレンタインデー（2/14）                                                                    | 白     | 冬をイメージした色 （青 → 白 → 緑 → 赤 → 黄）                                                      |      |
| 068  | 2月19日（金） - 2月25日（木）                                       | 黄           | アレルギー週間（2/17～23）                                                                  | 白     | 冬をイメージした色 （青 → 白 → 緑 → 赤 → 黄）                                                      |      |
| 069  | 2月26日（金） - 3月4日（木）                                        | 水           | 子ども予防接種週間（3/1～7）                                                                | 白     | 冬をイメージした色 （青 → 白 → 緑 → 赤 → 黄）                                                      |      |
| 069  | 2月26日（金） - 3月4日（木）                                        | 水           | 子ども予防接種週間（3/1～7）                                                                | 白     | 春をイメージした色 （ピンク → 紫 → 水 → 白 → 赤）                                                  |      |
| 070  | 3月5日（金） - 3月11日（木）                                        | 赤           | 消防記念日（3/7）                                                                           | 白     | |      |
| 071  | 3月12日（金） - 3月18日（木）                                       | 白           | ホワイトデー（3/14）                                                                        | 白     | |      |
| 072  | 3月19日（金） - 3月25日（木）                                       | ピンク・紫   | 放送記念日（3/22）                                                                          | 白     | |      |
| 073  | 3月26日（金） - 4月1日（木）                                        | 青           | ブルーリボンキャンペーン（3月啓発）                                                         | 白     | |      |
| 074  | 4月2日（金） - 4月8日（木）                                         | 青           | 世界自閉症啓発デー（4/2）                                                                   | 白     | |      |
| 075  | 4月9日（金） - 4月15日（木）                                        | 黄           | 春の全国交通安全運動（4/6～4/15）                                                           | 白     | 4/9～4/12は色設定ミスで 先週と同じ色「青」が点灯（原因不明）                                       |      |
| 076  | 4月16日（金） - 4月22日（木）                                       | 水           | 科学技術週間（4/13～4/19）                                                                  | 白     | |      |
| 077  | 4月23日（金） - 4月29日（木）                                       | 白           | 子ども読書週間（4/23～5/12）                                                                | 白     | |      |
| 078  | 4月30日（金） - 5月6日（木）                                        | 黄・緑       | ゴールデンウィーク（4/29～5/5）                                                             | 白     | |      |
| 079  | 5月7日（金） - 5月13日（木）                                        | オレンジ・赤 | 世界赤十字デー（5/8）                                                                       | 白     | |      |
| 080  | 5月14日（金） - 5月20日（木）                                       | 緑・黄緑     | 愛鳥週間（5/10～5/16）                                                                      | 白     | |      |
| 081  | 5月21日（金） - 5月27日（木）                                       | 黄           | 難病の日（5/23）                                                                            | 白     | |      |
| 082  | 5月28日（金） - 6月3日（木）                                        | 水・青       | 水道週間（6/1～6/7）                                                                        | 白     | |      |
| 082  | 5月28日（金） - 6月3日（木）                                        | 水・青       | 水道週間（6/1～6/7）                                                                        | 白     | 夏をイメージした色 （白 → 黄緑 → 水 → オレンジ → 緑）                                              |      |
| 083  | 6月4日（金） - 6月10日（木）                                        | 白           | 歯と口の健康週間（6/4～6/10）                                                               | 白     | |      |
| 084  | 6月11日（金） - 6月17日（木）                                       | 赤           | 世界献血デー（6/14）                                                                        | 白     | |      |
| 085  | 6月18日（金） - 6月24日（木）                                       | 白           | 沖縄慰霊の日（6/23）                                                                        | 白     | |      |
| 086  | 6月25日（金） - 7月1日（木）                                        | 水           | KBS京都設立記念日（6/26）                                                                   | 白     | KBS京都70周年                                                                                      |      |
| 087  | 7月2日（金） - 7月8日（木）                                         | 黄           | 全国安全週間（7/1～7/7）                                                                    | 白     | |      |
| 088  | 7月9日（金） - 7月15日（木）                                        | ピンク       | 人間ドックの日（7/12）                                                                      | 白     | |      |
| 089  | 7月16日（金） - 7月22日（木）＜中止＞ 7月16日（金） - 7月19日（月） | 青・白       | 勤労少年の日（7/20）                                                                        | 白     | |      |
| 特別 | 7月20日（火） - 8月8日（日）                                        | 五輪カラー   | TOKYO 2020「東京五輪」（7/20～8/8）                                                         | 白     | 7月20日 - 8月8日は、「TOKYO 2020（東京五輪）」を記念して五輪カラー（青 → 黄 → 黒 → 緑 → 赤）を点灯 |      |
| 090  | 7月23日（金） - 7月29日（木）＜中止＞                               | 茶           | ふみの日（7/23）                                                                            | 白     | 7月20日 - 8月8日は、「TOKYO 2020（東京五輪）」を記念して五輪カラー（青 → 黄 → 黒 → 緑 → 赤）を点灯 |      |
| 091  | 7月30日（金） - 8月5日（木）＜中止＞                                | 黄・青       | 星空に親しむ週間（8/1～8/7）                                                                | 白     | 7月20日 - 8月8日は、「TOKYO 2020（東京五輪）」を記念して五輪カラー（青 → 黄 → 黒 → 緑 → 赤）を点灯 |      |
| 092  | 8月6日（金） - 8月12日（木）＜中止＞ 8月9日（月） - 8月12日（木）   | 緑           | 山の日（8/9）                                                                               | 白     | 7月20日 - 8月8日は、「TOKYO 2020（東京五輪）」を記念して五輪カラー（青 → 黄 → 黒 → 緑 → 赤）を点灯 |      |
| 093  | 8月13日（金） - 8月19日（木）                                       | 白           | 戦没者を追悼し平和を祈念する日（8/15）                                                      | 白     | |      |
| 094  | 8月20日（金） - 8月26日（木）                                       | 赤・黄       | 道路防災週間（8/25～8/31）                                                                  | 白     | |      |
| 095  | 8月27日（金） - 9月2日（木）                                        | 緑           | 野菜の日（8/31）                                                                            | 白     | |      |
| 095  | 8月27日（金） - 9月2日（木）                                        | 緑           | 野菜の日（8/31）                                                                            | 白     | 秋をイメージした色 （オレンジ → 赤 → 黄 → 黄緑 → 緑）                                              |      |
| 096  | 9月3日（金） - 9月9日（木）                                         | 赤           | 救急の日（9/9）                                                                             | 白     | |      |
| 097  | 9月10日（金） - 9月16日（木）                                       | 白           | 老人週間の日（9/15～21）                                                                    | 白     | |      |
| 098  | 9月17日（金） - 9月23日（木）                                       | オレンジ     | 敬老の日（9/20） 世界アルツハイマーデー（9/21） （9/23）                                    | 白     | |      |
| 099  | 9月24日（金） - 9月30日（木）                                       | 緑           | 動物愛護週間（9/20～9/26）                                                                  | 白     | |      |
| 100  | 10月1日（金） - 10月7日（木）                                       | レインボー   | 町制施行日                                                                                  | 白     | 町制施行67周年                                                                                     |      |
| 101  | 10月8日（金） - 10月14日（木）                                      | 緑           | グリーンリボン運動（毎年10月）                                                              | 白     | |      |
| 102  | 10月15日（金） - 10月21日（木）                                     | ピンク       | ピクリボン運動（第3金曜日）                                                                 | 白     | |      |
| 103  | 10月22日（金） - 10月28日（木）                                     | 白           | 読書週間（10/27～11/9）                                                                     | 白     | |      |
| 104  | 10月29日（金） - 11月3日（水）                                      | オレンジ     | オレンジリボン運動                                                                          | 白     | |      |
| 105  | 11月4日（木） - 11月10日（水）                                      | 赤           | 秋季全国火災予防運動（11/9～11/15）                                                         | 白     | |      |
| 106  | 11月11日（木） - 11月17日（水）                                     | 紫           | パープリボンデー（11/2～25）                                                                | 白     | |      |
| 107  | 11月18日（木） - 11月24日（水）                                     | ピンク・白   | いい夫婦の日（11/22）                                                                       | 白     | |      |
| 108  | 11月25日（木） - 12月1日（水）                                      | 赤           | レッドリボン運動（12/1 世界エイズデー）                                                     | 白     | |      |
| 108  | 11月25日（木） - 12月1日（水）                                      | 赤           | レッドリボン運動（12/1 世界エイズデー）                                                     | 白     | 冬をイメージした色 （青 → 白 → 緑 → 赤 → 黄）                                                      |      |
| 109  | 12月2日（木） - 12月8日（水）                                       | 黄           | いのちの電話フリーダイヤル週間 （自殺予防のための活動）（12/1～7） 障害者週間（12/3～12/9） | 白     | |      |
| 110  | 12月9日（木） - 12月15日（水）                                      | 白           | 世界人権デー（12/10）                                                                       | 白     | |      |
| 111  | 12月16日（木） - 12月22日（水）                                     | 水           | バスケットボールの日（12/21）                                                               | 白     | 京都ハンナリーズチームカラー                                                                       |      |
| 112  | 12月23日（木） - 12月31日（金）                                     | 赤・緑       | クリスマス（12/25）                                                                         | 白     | |      |

### 2022年
|      | 月日                                                                 | 今日の色     | 内容                                                             | 基本色 | 季節の色                                              | 備考 |
| ---- | -------------------------------------------------------------------- | ------------ | ---------------------------------------------------------------- | ------ | ----------------------------------------------------- | --- |
| 113  | 1月1日（土） - 1月7日（金）                                          | 赤・白       | 正月（1/1）                                                      | 白     | 冬をイメージした色 （青 → 白 → 緑 → 赤 → 黄）         | |
| 114  | 1月8日（土） - 1月14日（金）                                         | 赤           | 110番の日（1/10）                                                | 白     | 冬をイメージした色 （青 → 白 → 緑 → 赤 → 黄）         | |
| 115  | 1月15日（土） - 1月21日（金）                                        | オレンジ     | 防災とボランティア週間（1/15～21）                               | 白     | 冬をイメージした色 （青 → 白 → 緑 → 赤 → 黄）         | |
| 116  | 1月22日（土） - 1月28日（金）                                        | 白           | 全国学校給食週間（1/24～30）                                     | 白     | 冬をイメージした色 （青 → 白 → 緑 → 赤 → 黄）         | |
| 117  | 1月29日（土） - 2月4日（金）                                         | 赤・黄       | 節分（2/3）                                                      | 白     | 冬をイメージした色 （青 → 白 → 緑 → 赤 → 黄）         | |
| 118  | 2月5日（土） - 2月11日（金）                                         | 緑           | 抹茶の日（2/6）                                                  | 白     | 冬をイメージした色 （青 → 白 → 緑 → 赤 → 黄）         | |
| 119  | 2月12日（土） - 2月18日（金）                                        | ピンク       | バレンタインデー（2/14）                                         | 白     | 冬をイメージした色 （青 → 白 → 緑 → 赤 → 黄）         | |
| 120  | 2月19日（土） - 2月25日（金）                                        | 黄           | アレルギー週間（2/17～23）                                       | 白     | 冬をイメージした色 （青 → 白 → 緑 → 赤 → 黄）         | |
| 121  | 2月26日（土） - 3月4日（金）                                         | 水           | 子供予防接種週間（3/1～3/7）                                     | 白     | 冬をイメージした色 （青 → 白 → 緑 → 赤 → 黄）         | |
| 122  | 3月5日（土） - 3月11日（金）                                         | 赤           | 消防記念日（3/7）                                                | 白     | 冬をイメージした色 （青 → 白 → 緑 → 赤 → 黄）         | |
| 123  | 3月12日（土） - 3月18日（金）                                        | 白           | ホワイトデー（3/18）                                             | 白     | 春をイメージした色 （ピンク → 紫 → 水 → 白 → 赤）     | |
| 124  | 3月19日（土） - 3月25日（金） ＜中止＞ 3月19日（土） - 3月24日（木） | ピンク・紫   | 放送記念日（3/22）                                               | 白     | 春をイメージした色 （ピンク → 紫 → 水 → 白 → 赤）     | 3月25日 - 4月7日は、「ロシアのウクライナへの軍事侵攻による犠牲者の追悼と平和への願いを込めて」、ウクライナの国旗の色である青と黄色を点灯 |
| 特別 | 3月25日（金） - 4月7日（木）                                         | 青・黄       | ウクライナ国旗色（3/25～4/7）                                    | 白     | 春をイメージした色 （ピンク → 紫 → 水 → 白 → 赤）     | 3月25日 - 4月7日は、「ロシアのウクライナへの軍事侵攻による犠牲者の追悼と平和への願いを込めて」、ウクライナの国旗の色である青と黄色を点灯 |
| 125  | 3月26日（土） - 4月1日（金）＜中止＞                                 | 青           | ブルーリボンキャンペーン（3月啓発）                              | 白     | 春をイメージした色 （ピンク → 紫 → 水 → 白 → 赤）     | 3月25日 - 4月7日は、「ロシアのウクライナへの軍事侵攻による犠牲者の追悼と平和への願いを込めて」、ウクライナの国旗の色である青と黄色を点灯 |
| 126  | 4月2日（土） - 4月8日（金）＜中止＞ 4月8日（金）                     | 青           | 世界自閉症啓発デー（4/2）                                        | 白     | 春をイメージした色 （ピンク → 紫 → 水 → 白 → 赤）     | 3月25日 - 4月7日は、「ロシアのウクライナへの軍事侵攻による犠牲者の追悼と平和への願いを込めて」、ウクライナの国旗の色である青と黄色を点灯 |
| 127  | 4月9日（土） - 4月15日（金）                                         | 黄           | 春の全国交通安全運動（4/6～4/15）                                | 白     | 春をイメージした色 （ピンク → 紫 → 水 → 白 → 赤）     | |
| 128  | 4月16日（土） - 4月22日（金）                                        | 水           | 科学技術週間（4/18～4/24）                                       | 白     | 春をイメージした色 （ピンク → 紫 → 水 → 白 → 赤）     | |
| 129  | 4月23日（土） - 4月29日（金）                                        | 白           | 子ども読書週間（4/23～5/12）                                     | 白     | 春をイメージした色 （ピンク → 紫 → 水 → 白 → 赤）     | |
| 130  | 4月30日（土） - 5月6日（金）                                         | 黄・緑       | ゴールデンウィーク（4/29～5/5）                                  | 白     | 春をイメージした色 （ピンク → 紫 → 水 → 白 → 赤）     | |
| 131  | 5月7日（土） - 5月13日（金）                                         | オレンジ・赤 | 世界赤十字デー（5/8）                                            | 白     | 春をイメージした色 （ピンク → 紫 → 水 → 白 → 赤）     | |
| 132  | 5月14日（土） - 5月20日（金）                                        | 緑・黄緑     | 愛鳥週間（5/10～5/16）                                           | 白     | 春をイメージした色 （ピンク → 紫 → 水 → 白 → 赤）     | |
| 133  | 5月21日（土） - 5月27日（金）                                        | 黄           | 難病の日（5/23）                                                 | 白     | 春をイメージした色 （ピンク → 紫 → 水 → 白 → 赤）     | |
| 134  | 5月28日（土） - 6月3日（金）                                         | 水・青       | 水道週間（6/1～6/7）                                             | 白     | 春をイメージした色 （ピンク → 紫 → 水 → 白 → 赤）     | |
| 134  | 5月28日（土） - 6月3日（金）                                         | 水・青       | 水道週間（6/1～6/7）                                             | 白     | 夏をイメージした色 （白 → 黄緑 → 水 → オレンジ → 緑） | |
| 135  | 6月4日（土） - 6月10日（金）                                         | 緑           | 環境の比（6/5）                                                  | 白     |                                                       | |
| 136  | 6月11日（土） - 6月17日（金）                                        | 赤           | 世界献血者デー（6/14）                                           | 白     |                                                       | |
| 137  | 6月18日（土） - 6月24日（金）                                        | 白           | 沖縄慰霊の日（6/22）                                             | 白     |                                                       | |
| 138  | 6月25日（土） - 7月1日（金）                                         | 水           | KBS京都設立記念日（6/26）                                        | 白     | KBS京都71周年                                         | |
| 139  | 7月2日（土） - 7月8日（金）                                          | 黄           | 全国安全週間（7/12）                                             | 白     |                                                       | |
| 140  | 7月9日（土） - 7月15日（金）                                         | ピンク       | 人間ドックの日（7/12）                                           | 白     |                                                       | |
| 141  | 7月16日（土） - 7月22日（金）                                        | 青・白       | 勤労青少年の日（7/20）                                           | 白     |                                                       | |
| 142  | 7月23日（土） - 7月29日（金）                                        | 茶           | ふみの日（7/23）                                                 | 白     |                                                       | |
| 143  | 7月30日（土） - 8月5日（金）                                         | 黄・青       | 星空に親しむ週間（8/1～8/7）                                     | 白     |                                                       | |
| 144  | 8月6日（土） - 8月12日（金）                                         | 緑           | 山の日（8/11）                                                   | 白     |                                                       | |
| 145  | 8月13日（土） - 8月19日（金）                                        | 白           | 戦没者を追悼し平和を祈念する日（8/15）                           | 白     |                                                       | |
| 146  | 8月20日（土） - 8月26日（金）                                        | 赤・黄       | 道路防災週間（8/25～8/31）                                       | 白     |                                                       | |
| 147  | 8月27日（土） - 9月2日（金）                                         | 緑           | 野菜の日（8/31）                                                 | 白     |                                                       | |
| 147  | 8月27日（土） - 9月2日（金）                                         | 緑           | 野菜の日（8/31）                                                 | 白     | 秋をイメージした色 （オレンジ → 赤 → 黄 → 黄緑 → 緑） | |
| 148  | 9月3日（土） - 9月9日（金）                                          | 赤           | 救急の日（9/9）                                                  | 白     |                                                       | |
| 149  | 9月10日（土） - 9月16日（金）                                        | 白           | 老人週間（9/15～9/21）                                           | 白     |                                                       | |
| 150  | 9月17日（土） - 9月23日（金）                                        | オレンジ     | 敬老の日（9/19） 世界アルツハイマーデー（9/21） 秋分の日（9/23） | 白     |                                                       | |
| 151  | 9月24日（土）- 9月30日（金）                                         | 緑           | 動物愛護週間（9/20～26）                                         | 白     |                                                       | |
| 152  | 10月1日（土） - 10月7日（金）                                        | レインボー   | 町制施行日                                                       | 白     | 町制施行68周年                                        | |
| 153  | 10月8日（土） - 10月14日（金）                                       | 緑           | グリーンリボン運動（毎年10月）                                   | 白     |                                                       | |
| 154  | 10月15日（土） - 10月21日（金）                                      | ピンク       | ピンクリボン運動（10月第3金曜日）                                | 白     |                                                       | |
| 155  | 10月22日（土） - 10月28日（金）                                      | 白           | 読書週間（10/27～11/9）                                          | 白     |                                                       | |
| 156  | 10月29日（土） - 11月3日（木）                                       | レインボー   | 歩くまち宣言（11/3）                                             | 白     | 歩くまち宣言1周年                                     | |
| 157  | 11月4日（金） - 11月10日（木）                                       | 赤           | 秋期全国火災予防運動（11/9～11/15）                              | 白     |                                                       | |
| 158  | 11月11日（金） - 11月17日（木）                                      | 紫           | パープルリボン運動（11/12～11/25）                               | 白     |                                                       | |
| 159  | 11月18日（金） - 11月24日（木）                                      | オレンジ     | オレンジリボン運動                                               | 白     |                                                       | |
| 160  | 11月25日（金） - 12月1日（木）                                       | 赤           | レッドリボン運動（12/1 世界エイズデー）                          | 白     |                                                       | |
| 160  | 11月25日（金） - 12月1日（木）                                       | 赤           | レッドリボン運動（12/1 世界エイズデー）                          | 白     | 冬をイメージした色 （青 → 白 → 緑 → 赤 → 黄）         | |
| 161  | 12月2日（金） - 12月8日（木）                                        | 黄           | いのちの電話フリーダイヤル週間（12/1～7） 障害者週間（12/3～9）  | 白     |                                                       | |
| 162  | 12月9日（金） - 12月15日（木）                                       | 白           | 世界人権デー（12/10）                                            | 白     |                                                       | |
| 163  | 12月16日（金） - 12月22日（木）                                      | 水           | バスケットボールの日（12/21）                                    | 白     | 京都ハンナリーズチームカラー                          | |
| 164  | 12月23日（金） - 12月31日（土）                                      | 赤・緑       | クリスマス（12/25）                                              | 白     |                                                       | |

### 2023年
|     | 月日                            | 今日の色     | 内容                                                            | 基本色 | 季節の色                                              | 備考                                                               |
| --- | ------------------------------- | ------------ | --------------------------------------------------------------- | ------ | ----------------------------------------------------- | ------------------------------------------------------------------ |
| 165 | 1月1日（日） - 1月7日（土）     | 赤・白       | 正月（1/1）                                                     | 白     | 冬をイメージした色 （青 → 白 → 緑 → 赤 → 黄）         |                                                                    |
| 166 | 1月8日（日） - 1月14日（土）    | 赤           | 110番の日（1/10）                                               | 白     | 冬をイメージした色 （青 → 白 → 緑 → 赤 → 黄）         |                                                                    |
| 167 | 1月15日（日） - 1月21日（土）   | オレンジ     | 防災とボランティア週間（1/15～1/21）                            | 白     | 冬をイメージした色 （青 → 白 → 緑 → 赤 → 黄）         |                                                                    |
| 168 | 1月22日（日） - 1月28日（土）   | 白           | 全国学校給食週間（1/24～30）                                    | 白     | 冬をイメージした色 （青 → 白 → 緑 → 赤 → 黄）         | 1/18〜3/29は政府からの節電要請をうけ、点灯時間を午後10時までに短縮 |
| 169 | 1月29日（日） - 2月4日（土）    | 赤・黄       | 節分（2/3）                                                     | 白     | 冬をイメージした色 （青 → 白 → 緑 → 赤 → 黄）         | 1/18〜3/29は政府からの節電要請をうけ、点灯時間を午後10時までに短縮 |
| 170 | 2月5日（日） - 2月11日（土）    | 緑           | 抹茶の日（2/6）                                                 | 白     | 冬をイメージした色 （青 → 白 → 緑 → 赤 → 黄）         | 1/18〜3/29は政府からの節電要請をうけ、点灯時間を午後10時までに短縮 |
| 171 | 2月12日（日） - 2月18日（土）   | ピンク       | バレンタインデー（2/14）                                        | 白     | 冬をイメージした色 （青 → 白 → 緑 → 赤 → 黄）         | 1/18〜3/29は政府からの節電要請をうけ、点灯時間を午後10時までに短縮 |
| 172 | 2月19日（日） - 2月25日（土）   | 黄           | アレルギー週間（2/17～2/23）                                    | 白     | 冬をイメージした色 （青 → 白 → 緑 → 赤 → 黄）         | 1/18〜3/29は政府からの節電要請をうけ、点灯時間を午後10時までに短縮 |
| 173 | 2月26日（日） - 3月4日（土）    | 水           | 子ども予防接種週間（3/1～3/7）                                  | 白     | 冬をイメージした色 （青 → 白 → 緑 → 赤 → 黄）         | 1/18〜3/29は政府からの節電要請をうけ、点灯時間を午後10時までに短縮 |
| 173 | 2月26日（日） - 3月4日（土）    | 水           | 子ども予防接種週間（3/1～3/7）                                  | 白     | 春をイメージした色 （ピンク → 紫 → 水 → 白 → 赤）     | 1/18〜3/29は政府からの節電要請をうけ、点灯時間を午後10時までに短縮 |
| 174 | 3月5日（日） - 3月11日（土）    | 赤           | 消防記念日（3/7）                                               | 白     |                                                       | 1/18〜3/29は政府からの節電要請をうけ、点灯時間を午後10時までに短縮 |
| 175 | 3月12日（日） - 3月18日（土）   | 白           | ホワイトデー（3/14）                                            | 白     |                                                       | 1/18〜3/29は政府からの節電要請をうけ、点灯時間を午後10時までに短縮 |
| 176 | 3月19日（日） - 3月25日（土）   | ピンク・紫   | 放送記念日（3/22）                                              | 白     |                                                       | 1/18〜3/29は政府からの節電要請をうけ、点灯時間を午後10時までに短縮 |
| 177 | 3月26日（日） - 4月1日（土）    | 青           | ブルーリボンキャンペーン（3月啓発）                             | 白     |                                                       | 1/18〜3/29は政府からの節電要請をうけ、点灯時間を午後10時までに短縮 |
| 178 | 4月2日（日） - 4月8日（土）     | 青           | 世界自閉症啓発デー（4/2）                                       | 白     |                                                       |                                                                    |
| 179 | 4月9日（日） - 4月15日（土）    | 黄           | 法テラスの日（4/10）                                            | 白     |                                                       |                                                                    |
| 180 | 4月16日（土） - 4月22日（日）   | 水           | 科学技術週間（4/17～4/23）                                      | 白     |                                                       |                                                                    |
| 181 | 4月23日（日） - 4月29日（土）   | 白           | こどもの読書週間（4/23～5/12）                                  | 白     |                                                       |                                                                    |
| 182 | 4月30日（日） - 5月6日（土）    | 黄・緑       | ゴールデンウィーク                                              | 白     |                                                       |                                                                    |
| 183 | 5月7日（日） - 5月13日（土）    | オレンジ・赤 | 世界赤十字デー（5/8）                                           | 白     |                                                       |                                                                    |
| 184 | 5月14日（日） - 5月20日（土）   | 緑・黄緑     | 愛鳥週間（5/10～5/16）                                          | 白     |                                                       |                                                                    |
| 185 | 5月21日（日） - 5月27日（土）   | 黄           | 難病の日（5/23）                                                | 白     |                                                       |                                                                    |
| 186 | 5月28日（日） - 6月3日（土）    | 水・青       | 水道週間（6/1～6/7）                                            | 白     |                                                       |                                                                    |
| 186 | 5月28日（日） - 6月3日（土）    | 水・青       | 水道週間（6/1～6/7）                                            | 白     | 夏をイメージした色 （白 → 黄緑 → 水 → オレンジ → 緑） |                                                                    |
| 187 | 6月4日（日） - 6月10日（土）    | 緑           | 環境の日（6/5）                                                 | 白     |                                                       |                                                                    |
| 188 | 6月11日（日） - 6月17日（土）   | 赤           | 世界献血者デー（6/14）                                          | 白     |                                                       |                                                                    |
| 189 | 6月18日（日） - 6月24日（土）   | 白           | 沖縄慰霊の日（6/23）                                            | 白     |                                                       |                                                                    |
| 190 | 6月25日（日） - 7月1日（土）    | 水           | KBS京都設立記念日（6/26）                                       | 白     | KBS京都72周年                                         |                                                                    |
| 191 | 7月2日（日） - 7月8日（土）     | 黄           | 全国安全週間（7/1～7/7）                                        | 白     |                                                       |                                                                    |
| 192 | 7月9日（日） - 7月15日（土）    | ピンク       | 人間ドックの日（7/12）                                          | 白     |                                                       |                                                                    |
| 193 | 7月16日（日） - 7月22日（土）   | 青・白       | 防災の日（7/18）                                                | 白     |                                                       |                                                                    |
| 194 | 7月23日（日） - 7月29日（土）   | 茶           | ふみの日（7/23）                                                | 白     |                                                       |                                                                    |
| 195 | 7月30日（日） - 8月5日（土）    | 黄・青       | 星空に親しむ週間（8/1～8/7）                                    | 白     |                                                       |                                                                    |
| 196 | 8月6日（日） - 8月12日（土）    | 緑           | 山の日（8/11）                                                  | 白     |                                                       |                                                                    |
| 197 | 8月13日（日） - 8月19日（土）   | 白           | 戦没者を追悼し平和を祈念する日（8/15）                          | 白     |                                                       |                                                                    |
| 198 | 8月20日（日） - 8月26日（土）   | 赤・黄       | 道路防災週間（8/25～8/31）                                      | 白     |                                                       |                                                                    |
| 199 | 8月27日（日） - 9月2日（土）    | 緑           | 野菜の日（8/31）                                                | 白     |                                                       |                                                                    |
| 199 | 8月27日（日） - 9月2日（土）    | 緑           | 野菜の日（8/31）                                                | 白     | 秋をイメージした色 （オレンジ → 赤 → 黄 → 黄緑 → 緑） |                                                                    |
| 200 | 9月3日（日） - 9月9日（土）     | 赤           | 救急の日（9/9）                                                 | 白     |                                                       |                                                                    |
| 201 | 9月10日（日） - 9月16日（土）   | 白           | 老人週間（9/15～9/21）                                          | 白     |                                                       |                                                                    |
| 202 | 9月17日（日） - 9月23日（土）   | オレンジ     | 世界アルツハイマーデー（9/21） 秋分の日（9/23）                 | 白     |                                                       |                                                                    |
| 203 | 9月24日（日） - 9月30日（土）   | 緑           | 動物愛護週間（9/20～9/26）                                      | 白     |                                                       |                                                                    |
| 204 | 10月1日（日） - 10月7日（土）   | レインボー   | 町制施行日                                                      | 白     | 町制施行69周年                                        |                                                                    |
| 205 | 10月8日（日） - 10月14日（土）  | 緑           | グリーンリボン運動（毎年10月）                                  | 白     |                                                       |                                                                    |
| 206 | 10月15日（日） - 10月21日（土） | ピンク       | ピンクリボン運動（10月第3金曜日）                               | 白     |                                                       |                                                                    |
| 207 | 10月22日（日） - 10月28日（土） | 白           | 読書週間（10/27～11/9）                                         | 白     |                                                       |                                                                    |
| 208 | 10月29日（日） - 11月3日（金）  | レインボ―    | 歩くまち宣言の日（11/3）                                        | 白     | 歩くまち宣言2周年                                     |                                                                    |
| 209 | 11月4日（土） - 11月10日（金）  | 赤           | 秋期全国防災予防運動（11/9～11/15）                             | 白     |                                                       |                                                                    |
| 210 | 11月11日（土） - 11月17日（金） | 紫           | パープルリボン運動（11/12～11/25）                              | 白     |                                                       |                                                                    |
| 211 | 11月18日（土） - 11月24日（金） | オレンジ     | オレンジリボン運動                                              | 白     |                                                       |                                                                    |
| 212 | 11月25日（土） - 12月1日（金）  | 赤           | レッドリボン運動（12/1 世界エイズデー）                         | 白     |                                                       |                                                                    |
| 212 | 11月25日（土） - 12月1日（金）  | 赤           | レッドリボン運動（12/1 世界エイズデー）                         | 白     | 冬をイメージした色 （青 → 白 → 緑 → 赤 → 黄）         |                                                                    |
| 213 | 12月2日（土） - 12月8日（金）   | 黄           | いのちの電話フリーダイヤル週間（12/1～7） 障害者週間（12/3～9） | 白     |                                                       |                                                                    |
| 214 | 12月9日（土） - 12月15日（金）  | 白           | 世界人権デー（12/10）                                           | 白     |                                                       |                                                                    |
| 215 | 12月16日（土） - 12月22日（金） | 水           | バスケットボールの日（12/21）                                   | 白     | 京都ハンナリーズチームカラー                          |                                                                    |
| 216 | 12月23日（土） - 12月31日（日） | 赤・緑       | クリスマス（12/25）                                             | 白     |                                                       |                                                                    |

### 2024年
|      | 月日                                       | 今日の色      | 内容                                            | 基本色 | 季節の色                                                                                                 | 備考 |
| ---- | ------------------------------------------ | ------------- | ----------------------------------------------- | ------ | --- | ---- |
| 217  | 1月1日（月） - 1月7日（日）                | 赤・白        | 正月（1/1）                                     | 白     | 冬をイメージした色 （青 → 白 → 緑 → 赤 → 黄）                                                            |      |
| 218  | 1月8日（月） - 1月14日（日）               | 赤            | 110番の日（1/10）                               | 白     | 冬をイメージした色 （青 → 白 → 緑 → 赤 → 黄）                                                            |      |
| 219  | 1月15日（月） - 1月21日（日）              | オレンジ      | 防災とボランティア週間（1/15～1/21）            | 白     | 冬をイメージした色 （青 → 白 → 緑 → 赤 → 黄）                                                            |      |
| 220  | 1月22日（月） - 1月28日（日）              | 白            | 全国学校給食週間（1/24～30）                    | 白     | 冬をイメージした色 （青 → 白 → 緑 → 赤 → 黄）                                                            |      |
| 221  | 1月29日（月） - 2月4日（日）               | 赤・黄        | 節分（2/3）                                     | 白     | 冬をイメージした色 （青 → 白 → 緑 → 赤 → 黄）                                                            |      |
| 222  | 2月5日（月） - 2月11日（日）               | 緑            | 抹茶の日（2/6）                                 | 白     | 冬をイメージした色 （青 → 白 → 緑 → 赤 → 黄）                                                            |      |
| 223  | 2月12日（月） - 2月18日（日）              | ピンク        | バレンタインデー（2/14）                        | 白     | 冬をイメージした色 （青 → 白 → 緑 → 赤 → 黄）                                                            |      |
| 224  | 2月19日（月） - 2月25日（日）              | 黄            | アレルギー週間（2/17～2/23）                    | 白     | 冬をイメージした色 （青 → 白 → 緑 → 赤 → 黄）                                                            |      |
| 225  | 2月26日（月） - 3月4日（月）               | 水            | 子ども予防接種デー（3/1～3/7）                  | 白     | 冬をイメージした色 （青 → 白 → 緑 → 赤 → 黄）                                                            |      |
| 225  | 2月26日（月） - 3月4日（月）               | 水            | 子ども予防接種デー（3/1～3/7）                  | 白     | 春をイメージした色 （ピンク → 紫 → 水 → 白 → 赤）                                                        |      |
| 226  | 3月5日（火） - 3月7日（木） 3月11日（月）  | 赤            | 消防記念日（3/7）                               | 白     | 3月8日 - 3月10日は、国際女性デーのシンボルフラワーである「ミモザの花」にちなみ黄色を点灯。               |      |
| 特別 | 3月8日（金） - 3月10日（日）               | 黄            | 国際女性デー（3/8）                             | 白     | 3月8日 - 3月10日は、国際女性デーのシンボルフラワーである「ミモザの花」にちなみ黄色を点灯。               |      |
| 227  | 3月12日（火） - 3月18日（月）              | 白            | ホワイトデー（3/14）                            | 白     | |      |
| 228  | 3月19日（火） - 3月25日（月）              | ピンク・紫    | 放送記念日（3/22）                              | 白     | |      |
| 229  | 3月26日（火） - 4月1日（月）               | 青            | ブルーリボンキャンペーン（大腸がん）（3月啓発） | 白     | |      |
| 230  | 4月2日（火） - 4月8日（月）                | 青            | 世界自閉症啓発デー（4/2）                       | 白     | |      |
| 231  | 4月9日（火） - 4月15日（月）4月10日（水）  | 黄            | 法テラスの日（4/10）                            | 白     | 4月10日 - 4月17日は、『大阪・関西万博イメージカラー』の赤と青の上下2段で10分間隔で上下の色を交互に点灯。 |      |
| 特別 | 4月11日（木） - 4月17日（水）              | 赤・青→青・赤 | 大阪・関西万博イメージカラー                    | 白     | 4月10日 - 4月17日は、『大阪・関西万博イメージカラー』の赤と青の上下2段で10分間隔で上下の色を交互に点灯。 |      |
| 232  | 4月16日（火）4月18日（金） - 4月22日（月） | 水            | 科学技術週間（4/15～21）                        | 白     | 4月10日 - 4月17日は、『大阪・関西万博イメージカラー』の赤と青の上下2段で10分間隔で上下の色を交互に点灯。 |      |
| 233  | 4月23日（火） - 4月29日（月）              | 白            | 子ども読書集荷（4/23～5/12）                    | 白     | |      |
| 234  | 4月30日（火） - 5月6日（月）               | 黄・緑        | ゴールデンウィーク                              | 白     | |      |
| 235  | 5月7日（火） - 5月13日（月）               | オレンジ・赤  | 世界赤十字デー（5/8）                           | 白     | |      |
| 236  | 5月14日（火） - 5月20日（月）              | 緑・黄緑      | 愛著週間（5/10〜5/16）                          | 白     | |      |
| 237  | 5月21日（火） - 5月27日（月）              | 黄            | 難病の日（5/23）                                | 白     | |      |
| 238  | 5月28日（火） - 6月3日（月）               | 水・青        | 水道週間（6/1～6/7）                            | 白     | |      |
| 238  | 5月28日（火） - 6月3日（月）               | 水・青        | 水道週間（6/1～6/7）                            | 白     | 夏をイメージした色 （白 → 黄緑 → 水 → オレンジ → 緑）                                                    |      |
| 239  | 6月4日（火） - 6月10日（月）               | 緑            | 環境の日（6/5）                                 | 白     | |      |
| 240  | 6月11日（火） - 6月17日（月）              | 赤            | 世界献血者デー（6/14）                          | 白     | |      |
| 241  | 6月18日（火） - 6月24日（月）              | 白            | 沖縄慰霊の日（6/23）                            | 白     | |      |
| 242  | 6月25日（火） - 7月1日（月）               | 水            | KBS京都設立記念日（6/26）                       | 白     | KBS京都73周年                                                                                            |      |
|      |                                            |               |                                                 |        | |      |